# Batrachorhina affinis
Batrachorhina affinis là một loài bọ cánh cứng trong họ Cerambycidae.